# Davit Çoşkun
Davit Çoşkun, conosciuto negli Stati Uniti d'America come Dave Coskunian (Samsun, 20 gennaio 1948), è un ex calciatore turco naturalizzato statunitense, di ruolo centrocampista e attaccante.

## Carriera

### Club
Formatosi in patria nell'İstanbulspor con cui gioca due stagioni nella massima serie turca, retrocedendo in seconda serie al termine della Türkiye 1.Lig 1966-1967.
Nell'estate 1967 si trasferisce negli Stati Uniti d'America per giocare nei Los Angeles Toros, società militante nella neonata NPSL. Con i Toros ottenne il quinto ed ultimo posto nella Western Division.
Rimasto in America, milita nelle leghe calcistiche californiane. Nell'aprile 1974 viene ingaggiato dai Los Angeles Aztecs che però lo svincolano già il mese seguente. Nello stesso anno viene ingaggiato dal San Jose Earthquakes, con cui raggiunge i quarti di finale della North American Soccer League 1974.
Terminata l'esperienza agli Earthquakes torna a giocare nei campionati californiani.

### Nazionale
Naturalizzato statunitense, Çoşkun, divenuto noto negli Stati Uniti come Coskunian, gioca quattro incontri con la nazionale statunitense tra il 1973 ed il 1974, tra cui una amichevole non ufficiale con il Belgio.

## Statistiche

### Cronologia presenze e reti in Nazionale
| Cronologia completa delle presenze e delle reti in nazionale ― Stati Uniti | Cronologia completa delle presenze e delle reti in nazionale ― Stati Uniti | Cronologia completa delle presenze e delle reti in nazionale ― Stati Uniti | Cronologia completa delle presenze e delle reti in nazionale ― Stati Uniti | Cronologia completa delle presenze e delle reti in nazionale ― Stati Uniti | Cronologia completa delle presenze e delle reti in nazionale ― Stati Uniti | Cronologia completa delle presenze e delle reti in nazionale ― Stati Uniti | Cronologia completa delle presenze e delle reti in nazionale ― Stati Uniti |
| Data                                                                       | Città                                                                      | In casa                                                                    | Risultato                                                                  | Ospiti                                                                     | Competizione                                                               | Reti                                                                       | Note                                                                       |
| -------------------------------------------------------------------------- | -------------------------------------------------------------------------- | -------------------------------------------------------------------------- | -------------------------------------------------------------------------- | -------------------------------------------------------------------------- | -------------------------------------------------------------------------- | -------------------------------------------------------------------------- | -------------------------------------------------------------------------- |
| 17-3-1973                                                                  | Hamilton                                                                   | Bermuda                                                                    | 4 – 0                                                                      | Stati Uniti                                                                | Amichevole                                                                 | -                                                                          | Uscita                                                                     |
| 20-3-1973                                                                  | Łódź                                                                       | Polonia                                                                    | 4 – 0                                                                      | Stati Uniti                                                                | Amichevole                                                                 | -                                                                          | Uscita                                                                     |
| 5-9-1974                                                                   | Monterrey                                                                  | Messico                                                                    | 3 – 1                                                                      | Stati Uniti                                                                | Amichevole                                                                 | -                                                                          | 84’                                                                        |
| Totale                                                                     |                                                                            | Presenze                                                                   | 3                                                                          |                                                                            | Reti                                                                       | 0                                                                          |                                                                            |